# Martin Buch
Martin Buch (født 4. november 1968) er en dansk skuespiller. Han er student fra Gladsaxe Gymnasium, og er senere blevet uddannet på skuespillerskolen ved Aarhus Teater i 1996. Han har gennem sin karriere mest medvirket i opsættelser på Københavnske teatre, blandt andet Hippodromen, hvor han spillede med i Anne Franks dagbog, Mammut Teatret, hvor han spillede med i Hånd i hånd og Grønnegårds Teatret, hvor han spillede med i Absolut Holberg i 2000. Samt han spillede med i Don Juan og Brødrene Karamazov, med Thure Lindhardt i hovedrollen, på Det Kongelige Teater.
Martin Buch har desuden været med til at lave radioprogrammet Rytteriet på DR's P2.
Martin Buch oprettede i 2003 Teatret Marianne sammen med Rasmus Botoft. Han er også kendt fra diverse satireshows, bl.a. som snobben Fritz på den kridhvide sejlbåd.
Udover film og tv-serier har han også i TV3 underholdningsprogrammet Gu' Ske Lov Du Kom, hvor han optrådte to gange. Han vandt første gang over stand-up komikeren Omar Marzouk, filminstruktøren Charlotte Sachs Bostrup og skuespillerværten Dina Al-Erhayem, men tabte i anden omgang til Pernille Højmark. Han var også vært sammen med Rasmus Botoft på Robert-prisuddelingen i 2007, hvor de begge holdt sig i rollerne som to gamle mænd.

## Udvalgt filmografi
| - Bornholms stemme (1999) - Fukssvansen (2001) - Monas Verden (2001) - Små ulykker (2002) - Der er en yndig mand (2002) - Se til venstre, der er en svensker (2003) - Den Rette Ånd (2005) - Anja og Viktor 4 - Brændende kærlighed (2007) - Hævnen (2010) - Alle for to (2013) - Tordenskiold (2016) - Swinger (2016) - Julemandens datter (2018) - Mødregruppen (2018) | - Mit liv som Bent (2001) - Jesus & Josefine (2003) - Krøniken (2003) - Er du skidt, skat? (2004) - Normalerweize (2004) - Mikkel og Guldkortet (2008) - Rytteriet (2010) - Limbo (2012) - Badehotellet (2013 - 2014) - Bankerot (2014-2015) - Phineas og Ferb (2008) - Drømmebyggerne (2020) |